# Bougnon
Bougnon település Franciaországban, Haute-Saône megyében. Lakosainak száma 501 fő (2022. január 1.). Bougnon Provenchère, Auxon, Charmoille, Grattery, Port-sur-Saône, Pusy-et-Épenoux és Villers-sur-Port községekkel határos.

## Népesség
A település népességének változása:
| Lakosok száma | 521  | 541  | 555  | 545  | 535  | 524  | 514  | 508  | 501  |
|               | 2013 | 2015 | 2016 | 2017 | 2018 | 2019 | 2020 | 2021 | 2022 |